# Paula Radcliffe
Paula Radcliffe (Paula Jane Radcliffe; * 17. Dezember 1973 in Northwich, Grafschaft Cheshire) ist eine ehemalige Langstreckenläuferin aus dem Vereinigten Königreich.
Sie hielt bis zum 13. Oktober 2019 mehr als 16 Jahre lang den Weltrekord im Marathon mit einer Zeit von 2:15:25 h, gelaufen beim London-Marathon 2003, wurde 2005 Weltmeisterin über dieselbe Distanz und gewann jeweils dreimal den New-York-Marathon (2004, 2007, 2008) sowie den London-Marathon (2002, 2003 und 2005).

## Werdegang

### Jugend
Paula Radcliffe wuchs in einer sportbegeisterten Familie auf. Ihre Großtante Charlotte Radcliffe hatte bei den Olympischen Spielen 1920 in Antwerpen mit der britischen 4-mal-100-Meter-Freistilstaffel eine Silbermedaille im Schwimmen gewonnen.
Radcliffe errang ihre ersten Erfolge im Crosslauf, darunter den Titel der Juniorenweltmeisterin 1992. Nachdem sie 1994 verletzungsbedingt pausieren musste und gar ein Karriereende in Erwägung zog, erzielte sie in den Folgejahren eindrucksvolle Ergebnisse auf der Bahn. 1996 wurde sie englische Meisterin im 5000-Meter-Lauf, und 1998 brach sie in Lissabon bei ihrem Debüt im 10.000-Meter-Lauf mit 30:48,58 Minuten den fast sieben Jahre alten britischen Rekord von Liz McColgan.

### Beginn der internationalen Karriere
Die ganz großen Erfolge bei den Weltmeisterschaften und Olympischen Spielen blieben ihr jedoch zunächst versagt. Bei den Weltmeisterschaften 1995 in Göteborg wurde sie Fünfte über 5000 Meter, denselben Platz belegte sie über dieselbe Distanz bei den Olympischen Spielen 1996 in Atlanta, und bei den Weltmeisterschaften 1997 in Athen wurde sie Vierte.
1998 holte sie dann bei den europäischen Crosslaufmeisterschaften ihren ersten internationalen Titel im Erwachsenenbereich und bei den Weltmeisterschaften 1999 in Sevilla mit einem zweiten Platz über 10.000 Meter den ersten Treppchenplatz bei diesem Turnier.
Die Olympischen Spiele 2000 in Sydney brachten dann wieder eine Enttäuschung, als sie über 10.000 Meter nur einen vierten Platz belegte. Sie hatte 24 der 25 Runden geführt, wurde jedoch auf den letzten Metern von der Siegerin Derartu Tulu sowie Gete Wami und Fernanda Ribeiro überholt. Im Herbst desselben Jahres jedoch siegte sie bei den Halbmarathon-Weltmeisterschaften in Veracruz, und es zeichnete sich ab, dass sie im Straßenlauf die Erfolge erringen könnte, die ihr aufgrund fehlender Endschnelligkeit auf der Bahn verwehrt blieben.
Dasselbe Muster wiederholte sich im folgenden Jahr. Die Saison begann vielversprechend mit einem Sieg bei den Crosslauf-Weltmeisterschaften, aber bei den Weltmeisterschaften 2001 in Edmonton wurde sie vor dem Ziel von drei äthiopischen Läuferinnen überspurtet und belegte den undankbaren vierten Platz. Dagegen konnte sie den Weltmeistertitel im Halbmarathon in Bristol mit 1:06:47 h verteidigen und verpasste dabei nur um drei Sekunden den Weltrekord von Elana Meyer.
2002 verteidigte sie ihren Crosslauf-Weltmeistertitel, holte bei den Commonwealth Games in Manchester über 5000 Meter ihren ersten internationalen Titel auf der Bahn mit britischem Rekord (14:31,42 min) und bei den Europameisterschaften 2002 in München ihren ersten internationalen Titel über 10.000 Meter, wobei sie mit 30:01,09 min einen Europarekord aufstellte, der erst 2008 von Elvan Abeylegesse gebrochen wurde. Trotzdem zog sie – nicht zuletzt auch im Hinblick auf die einzig dort abwesende afrikanische Konkurrenz – aus den Erfahrungen die Konsequenz, sich künftig hauptsächlich dem Marathonlauf zu widmen: Auf der längeren Distanz ließ sich ihre Fähigkeit zur gleichmäßigen, effizienten Krafteinteilung besser ausspielen.

### Marathonerfolge in Serie
Bereits vor den Europameisterschaften 2002 hatte sie den London-Marathon in 2:18:56 h gewonnen und war somit auf Anhieb die zweitschnellste Frau der Welt über diese Distanz. Im Herbst folgte ein Sieg beim Chicago-Marathon 2002 in der Weltrekordzeit von 2:17:18 h. Im gleichen Jahr wurde sie zur Welt-Leichtathletin des Jahres und zur BBC Sports Personality of the Year, zum Sportler des Jahres in Großbritannien, gewählt.
2003 begann sie die Saison beim World’s Best 10K, das sie schon im Vorjahr gewonnen hatte, mit einem Weltrekord (30:21 min) im 10-km-Straßenlauf. Beim London-Marathon stellte sie dann mit 2:15:25 h einen weiteren Weltrekord auf. Eine Verletzung verhinderte die Teilnahme an den Weltmeisterschaften in Paris, zum Ausgleich jedoch wurde sie im Herbst in Vilamoura erneut Weltmeisterin im Halbmarathon und Europameisterin im Crosslauf. Die italienische Sportzeitung La Gazzetta dello Sport wählte sie daraufhin zur Weltsportlerin des Jahres.
Nachdem sie im Juni in Bydgoszcz mit 14:29,11 min eine neue Bestzeit über 5000 Meter aufgestellt hatte (womit sie fünftschnellste Frau aller Zeiten über diese Distanz ist), erlebte sie eine große Enttäuschung beim Marathon der Olympischen Spiele 2004 in Athen, als sie wenige Kilometer vor dem Ziel entkräftet aufgeben musste.
Als Grund für den plötzlichen Leistungseinbruch so spät im Rennverlauf nannte sie eine empfindliche Reaktion des Magens auf ein entzündungshemmendes Mittel, das ihr zur Behandlung einer kurz vor dem Turnier erlittenen Verletzung verabreicht wurde. Zweifel an ihrer Form ließ sie mit ihrem Sieg beim New-York-City-Marathon noch in der gleichen Saison verstummen.
2005 lief sie im London-Marathon, bei dem die Elitefrauen gesondert ins Rennen gingen, die schnellste Zeit, die jemals in einem reinen Frauenmarathon erzielt wurde: 2:17:42 h.
Bei den Weltmeisterschaften 2005 in Helsinki ging sie in den zwei längsten Laufdisziplinen an den Start. Über 10.000 Meter versuchte sie es zunächst erneut mit einem Tempolauf von vorn, konnte dies allerdings nur bis zur Hälfte der Distanz durchstehen. Sie hielt noch bis zum Beginn der Schlussrunde den Anschluss zur Spitzengruppe, dem finalen Sprint der vier äthiopischen Läuferinnen folgte sie jedoch nicht und wurde am Ende Neunte. Ihre eigentlichen Ambitionen galten aber ohnehin dem Marathonlauf, bei dem sie von Beginn an das Tempo bestimmte und mit 2:20:57 h einen neuen Rekord für Weltmeisterschaften aufstellte.

### Babypausen und Comebacks, Karriereende
Nach einer Babypause von knapp zwei Jahren gelang ihr am 4. November 2007 das Comeback mit einem Sieg beim New-York-City-Marathon in einer Zeit von 2:23:09 h.
Das darauffolgende Jahr war von Verletzungen geprägt. Probleme mit den Zehen verhinderten einen Start beim London-Marathon, nach einem Spinnenbiss litt sie an Fieber, und schließlich wurde ein Ermüdungsbruch des Oberschenkelknochens diagnostiziert.
Dennoch entschied sie sich kurz vor den Olympischen Spielen in Peking zu einer Teilnahme am dortigen Marathon. Bis Kilometer 30 konnte sie mithalten, danach bereitete ihr die Wade Probleme, so dass sie bei Kilometer 37 kurz stehenbleiben musste, um sie zu dehnen. In einer Zeit von 2:32:38 h belegte sie schließlich den 23. Platz. Ihre Erfolgsbilanz im Marathon wurde bis dato nur von ihren beiden olympischen Marathonläufen getrübt. Bei ihren anderen sieben Starts war sie stets siegreich und erzielte vier der fünf schnellsten je gelaufenen Zeiten (Stand: August 2008). Im November 2008 gewann sie den New-York-Marathon. Ein Jahr später musste sie in New York ihre erste Marathonniederlage außerhalb der Olympischen Spiele hinnehmen; sie litt unter Knieproblemen und erreichte nur den vierten Platz.
Im Herbst 2010 bekam Radcliffe ihr zweites Kind. Am 25. September 2011 gab sie beim Berlin-Marathon ihr Comeback, wo sie in 2:23:46 h den dritten Platz belegte. Die Olympischen Spiele 2012 in London musste sie verletzungsbedingt absagen.
Am 26. April 2015 beendete Paula Radcliffe mit dem London-Marathon ihre Karriere.

## Sportliche Erfolge
| Datum/Jahr    | Rang | Wettbewerb                            | Austragungsort | Distanz           | Zeit       |
| ------------- | ---- | ------------------------------------- | -------------- | ----------------- | ---------- |
| 12. Nov. 2000 | 1    | Halbmarathon-Weltmeisterschaften 2000 | Veracruz       | Halbmarathon      | 1:09:07    |
| 9. Juni 2001  | 1    | New York Mini 10K                     | New York City  | 10 km Straßenlauf | 0:30:47    |
| 7. Okt. 2001  | 1    | Halbmarathon-Weltmeisterschaften 2001 | Bristol        | Halbmarathon      | 1:06:47    |
| 17. Feb. 2002 | 1    | World’s Best 10K                      | San Juan       | 10 km Straßenlauf | 0:30:43    |
| 13. Okt. 2002 | 1    | Chicago-Marathon 2002                 | Chicago        | Marathon          | 2:17:18 WR |
| 23. Feb. 2003 | 1    | World’s Best 10K                      | San Juan       | 10 km Straßenlauf | 0:30:21 WR |
| 13. Apr. 2003 | 1    | London-Marathon 2003                  | London         | Marathon          | 2:15:25 WR |
| 4. Okt. 2003  | 1    | Halbmarathon-Weltmeisterschaften 2003 | Vilamoura      | Halbmarathon      | 1:07:35    |
| 7. Nov. 2004  | 1    | New-York-City-Marathon 2004           | New York City  | Marathon          | 2:23:10    |
| 17. Apr. 2005 | 1    | London-Marathon 2005                  | London         | Marathon          | 2:17:42    |
| 14. Aug. 2005 | 1    | Weltmeisterschaften 2005              | Helsinki       | Marathon          | 2:20:57 CR |
| 4. Nov. 2007  | 1    | New-York-City-Marathon 2007           | New York City  | Marathon          | 2:23:09    |
| 2. Nov. 2008  | 1    | New-York-City-Marathon 2008           | New York City  | Marathon          | 2:23:56    |
| 16. Aug. 2009 | 1    | New-York-City-Halbmarathon            | New York City  | Halbmarathon      | 1:09:45    |
| 1. Nov. 2009  | 4    | New-York-City-Marathon 2009           | New York City  | Marathon          | 2:29:27    |
| 25. Sep. 2011 | 3    | Berlin-Marathon 2011                  | Berlin         | Marathon          | 2:23:46    |
| 15. Apr. 2012 | 1    | Vienna City Marathon                  | Wien           | Halbmarathon      | 1:12:03    |

## Bestzeiten
| Distanz           | Zeit         | Ort       | Jahr | Bemerkungen           |
| ----------------- | ------------ | --------- | ---- | --------------------- |
| 1500 m            | 4:05,37 min  | Glasgow   | 2001 |                       |
| 1 Meile           | 4:24,94 min  | Zürich    | 1996 |                       |
| 3000 m            | 8:22,20 min  | Monaco    | 2002 | Commonwealth-Rekord   |
| 5000 m            | 14:29,11 min | Bydgoszcz | 2004 | Commonwealth-Rekord   |
| 10.000 m          | 30:01,09 min | München   | 2002 | Europarekord          |
| 10-km-Straßenlauf | 30:21 min    | San Juan  | 2003 | ehemaliger Weltrekord |
| Halbmarathon      | 1:06:47 h    | Bristol   | 2001 | Europarekord          |
| Marathon          | 2:15:25 h    | London    | 2003 | ehemaliger Weltrekord |

## Laufstil
Paula Radcliffe galt als Tempoläuferin, die ihre Rennen von der Spitze aus gestaltete. Wegen ihres begrenzten Spurtvermögens wurde sie auf der Bahn des Öfteren im Schlussspurt noch abgefangen. Ihr Laufstil war geprägt von „ruckartigen“ Kopfbewegungen.

## Persönliches
Paula Radcliffe ist 1,73 m groß und hat ein Wettkampfgewicht von 54 kg. Sie ist seit 2000 mit dem Mittelstreckenläufer Gary Lough (Beste Leistung: 3:34,76 min 1995 im 1500-Meter-Lauf) verheiratet.
Im Januar 2007 brachte sie eine Tochter zur Welt und im September 2010 wurde sie Mutter eines Sohnes.
Radcliffe schloss an der Loughborough University ein Studium der Europawissenschaften mit Auszeichnung ab; sie spricht fließend Deutsch und Französisch.

## Auszeichnungen
2002 wurde sie mit dem Orden MBE ausgezeichnet.